# دائرة الأخضرية
دائرة الأخضرية هي إحدى دوائر ولاية البويرة الجزائرية  ومقرها الأخضرية ، وتضم البلديات التالية:
- الأخضرية
- بوكرام
- بودربالة
- قرومة
- الزبربر
- معالة

## مواضيع ذات صلة
- دوائر ولاية البويرة
- بلديات ولاية البويرة